# Le Lac d'or
 (août 2023).
Si vous disposez d'ouvrages ou d'articles de référence ou si vous connaissez des sites web de qualité traitant du thème abordé ici, merci de compléter l'article en donnant les références utiles à sa vérifiabilité et en les liant à la section « Notes et références ».
Le Lac d'or est un roman noir de Jacques-Pierre Amette.

## Résumé
Barbey et Ferragus, qui vont chaque soir au restaurant chinois Le Lac d'or, enquêtent sur le meurtre de Chloé dont le corps est retrouvé sur les rails. Ils retrouvent la voiture l'ayant transporté, appartenant à une cliente de son voisin et amant : Albert. Ferragus prouve que c'est le couple Albert et Laura qui a tué Chloé. Barbey arrête Laura et va retrouver Ferragus au Lac d'or.